# Liste de sondages sur les élections législatives françaises de 2002
Pour un article plus général, voir Élections législatives françaises de 2002.
Cette page dresse la liste des sondages d'opinions relatifs aux élections législatives françaises de 2002.

## Intervalle de confiance

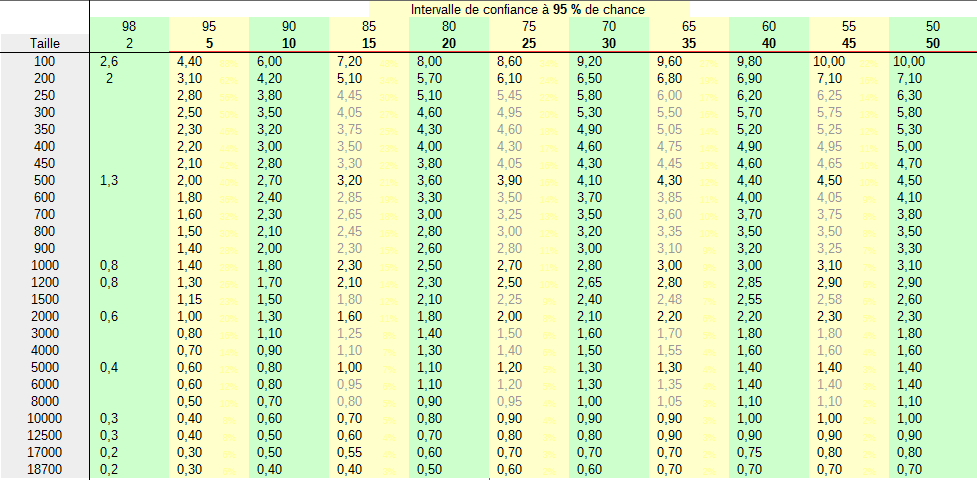
Intervalle de confiance à 95 % de chance.

La plupart des sondages sont publiés accompagnés d'une présentation des intervalles de confiance à 95 %. Le tableau résume les intervalles de confiance selon la taille de l’échantillon (ou du sous-échantillon).
Si pour un échantillon (sous-échantillon) de 1 000 personnes le candidat reçoit 10 % (ou 90 %) d'intentions de vote, l'incertitude est de 3 points pour un niveau de confiance de 95 %. Il y a donc 95 % de chance que son score soit compris entre 7  et   13 % (respectivement 87 % - 93 %). 
En fait, l'incertitude est inférieure pour des effectifs stratitifés comme avec la méthode des quotas. À noter que la base de comparaison doit être cohérente : il faut soit donner le pourcentage par rapport à l'effectif total y compris abstention, blanc et NSPP, soit N doit être limité aux intentions de vote pour un candidat quant l'on veut que la somme des scores fasse 100 % comme ci-dessous. Par exemple à 25 % d'abstention, 1 000 sondés ne correspondent qu'à 750 exprimés pour un candidat, ce qui monte l'incertitude à +- 3,6 %.

## Sondages

### Premier tour
Le scrutin uninominal majoritaire à deux tours rend difficile les projections en sièges. Les sondeurs se concentrent donc majoritairement sur les intentions de vote et non sur les projections en siège.
| Sondeur                                                    | Date                  | Échantillon | Abstention | EXG | PCF | PS   | DVG  | MDC PR | Les Verts | Écol. | UDF | RPR UMP | DL  | DVD | RPF  | FN | MNR | Autres |
| ---------------------------------------------------------- | --------------------- | ----------- | ---------- | --- | --- | ---- | ---- | ------ | --------- | ----- | --- | ------- | --- | --- | ---- | -- | --- | ------ |
| Sondeur                                                    | Date                  | Échantillon | Abstention |     |     |      |      |        |           |       |     |         |     |     |      |    |     |        |
| CSA                                                        | 5 et 6 juin 2002      | 1 004       | NC         | 3   | 6   | 24,5 | 24,5 | 1      | 4,5       | NC    | 4   | 29      | 29  | 2   | 1,5  | 15 | 1,5 | 8      |
| Ipsos                                                      | 5 juin 2002           | NC          | NC         | 3,5 | 6   | 25   | 25   | 2      | 5         | 1     | 4   | 32      | 4   | 4   | 4    | 12 | 1   | 4,5    |
| Ipsos                                                      | 31 mai au 3 juin 2002 | 1 869       | NC         | 4   | 5,5 | 24   | 24   | 2      | 5         | 1     | 4,5 | 32      | 3,5 | 3,5 | 3,5  | 13 | 1,5 | 2      |
| Ipsos                                                      | 17 et 18 mai 2002     | 951         | NC         | 3   | 6   | 24   | 24   | 1,5    | 7         | 0,5   | 4   | 35      | 1   | 1   | 1    | 14 | 2   | 2      |
| CSA                                                        | 15 et 16 mai 2002     | 1 005       | NC         | 3   | 6   | 25   | 25   | 2      | 4         | NC    | 35  | 35      | 35  | 35  | 3    | 13 | 2   | 7      |
| Ipsos                                                      | 10 et 11 mai 2002     | 894         | NC         | 3   | 7   | 25   | 25   | 3      | 7         | 0,5   | 41  | 41      | 41  | 41  | 41   | 12 | 1,5 | 0      |
| CSA                                                        | 5 mai 2002            | 1 004       | NC         | 3   | 6   | 27   | 27   | 1      | 5         | NC    | 35  | 35      | 35  | 35  | 3    | 11 | 2   | 7      |
| Second tour de l'élection présidentielle (5 mai 2002).     |                       |             |            |     |     |      |      |        |           |       |     |         |     |     |      |    |     |        |
| Premier tour de l'élection présidentielle (21 avril 2002). |                       |             |            |     |     |      |      |        |           |       |     |         |     |     |      |    |     |        |
| Louis Harris                                               | 2 février 2002        | 1 004       | 17         | 8   | 6   | 28   | 28   | 28     | 11        | 4     | 9   | 18      | 6   | NC  | 1    | 9  | 9   | 0      |
| Louis Harris                                               | 5 janvier 2002        | NC          | NC         | 7   | 6   | 28   | 28   | 28     | 10        | 5     | 7   | 22      | 3   | NC  | 2    | 10 | 10  | 0      |
| BVA                                                        | 22 au 24 mars 2001    | 996         | NC         | 6   | 6   | 31   | 31   | 31     | 10        | 3     | 7   | 22      | 4   | NC  | 3    | 8  | 8   | 0      |
| Ifop                                                       | 27 novembre 2000      | 803         | NC         | 3   | 8   | 27   | 27   | 27     | 14        | 14    | 27  | 27      | 8   | 8   | 8    | 10 | 10  | 3      |
| BVA                                                        | 10 novembre 2000      | 1 014       | NC         | 7   | 7   | 30   | 30   | 30     | 7         | 3     | 7,5 | 22      | 2,5 | NC  | 4    | 10 | 10  | 0      |
| BVA                                                        | 8 octobre 2000        | 1 014       | 18         | 5   | 7   | 28   | 28   | 28     | 7         | 3     | 6   | 22      | 4   | NC  | 7    | 11 | 11  | 0      |
| BVA                                                        | 11 et 13 mai 2000     | 1 075       | NC         | 5   | 9   | 27   | 27   | 27     | 6         | 4     | 8   | 21      | 4   | NC  | 9    | 7  | 7   | 0      |
| BVA                                                        | 13 au 15 avril 2000   | 862         | NC         | 4,5 | 8,5 | 28   | 28   | 28     | 7         | 3     | 8   | 20      | 3   | NC  | 10   | 8  | 8   | 0      |
| Ipsos                                                      | 10 et 11 mars 2000    | 920         | NC         | 3   | 8   | 29   | 29   | 29     | 9         | NC    | 35  | 35      | 35  | NC  | 6    | 8  | 2   | 0      |
| BVA                                                        | 14 et 15 janvier 2000 | 945         | NC         | 5,5 | 9,5 | 26   | 26   | 26     | 7         | 2,5   | 7   | 18,5    | 2,5 | NC  | 11,5 | 10 | 10  | 0      |
| Ipsos                                                      | 15 au 17 juillet 1999 | 932         | NC         | 6   | 7   | 27   | 27   | 27     | 7         | 3     | 8   | 15      | 3   | NC  | 14   | 10 | 10  | 0      |
| Ipsos                                                      | 27 et 28 mars 1998    | 1 005       | NC         | 3,5 | 9   | 32   | 32   | 32     | 5         | 3     | 26  | 26      | 5,5 | 5,5 | 5,5  | 15 | 15  | 1      |

### Second tour

#### Duel gauche-droite
| Sondeur | Date                  | Échantillon | Abstention | Gauche plurielle | RPR-UDF-DL |
| ------- | --------------------- | ----------- | ---------- | ---------------- | ---------- |
| Sondeur | Date                  | Échantillon | Abstention |                  |            |
| Ipsos   | 5 juin 2002           | 1 014       |            | 48 %             | 52 %       |
| Ipsos   | 31 mai au 3 juin 2002 | 1 869       |            | 47 %             | 53 %       |
| Ipsos   | 24 au 27 mai 2002     |             |            | 47 %             | 53 %       |
| Ipsos   | 17 et 18 mai 2002     |             |            | 45 %             | 55 %       |
| Ipsos   | 10 et 11 mai 2002     | 894         |            | 47 %             | 53 %       |
| Ipsos   | 10 et 11 mars 2000    | 920         |            | 50 %             | 50 %       |

#### Triangulaire
| Sondeur | Date                  | Échantillon | Abstention | Gauche plurielle | RPR-UDF-DL | FN   |
| ------- | --------------------- | ----------- | ---------- | ---------------- | ---------- | ---- |
| Sondeur | Date                  | Échantillon | Abstention |                  |            |      |
| Ipsos   | 5 juin 2002           | 1 014       |            | 39 %             | 45 %       | 16 % |
| Ipsos   | 31 mai au 3 juin 2002 | 1 869       |            | 40 %             | 44 %       | 16 % |
| Ipsos   | 24 au 27 mai 2002     |             |            | 39 %             | 44 %       | 17 % |
| Ipsos   | 17 et 18 mai 2002     |             |            | 38 %             | 45 %       | 17 % |
| Ipsos   | 10 et 11 mai 2002     | 894         |            | 40 %             | 46 %       | 14 % |

### Majorité souhaitée
| Sondeur | Date                  | Échantillon | Majorité de droite | Majorité de gauche | Aucune majorité | dont souhait de cohabitation |
| ------- | --------------------- | ----------- | ------------------ | ------------------ | --------------- | ---------------------------- |
| Sondeur | Date                  | Échantillon |                    |                    |                 | dont souhait de cohabitation |
| Ipsos   | 31 mai au 3 juin 2002 | 1 869       | 46 %               | 41 %               | 5 %             | NC                           |
| Ipsos   | 10 et 11 mai 2002     | 894         | 50 %               | 41 %               | 2 %             | 35 %                         |
| Ipsos   | 26 et 27 avril 2002   | 894         | 45 %               | 41 %               | 4 %             | NC                           |

## Projections en sièges
| Sondeur                                           | Date             | Échantillon | PCF                | PS-DVG             | Les Verts          | UDF                | RPR/UMP-DVD        | FN            |
| ------------------------------------------------- | ---------------- | ----------- | ------------------ | ------------------ | ------------------ | ------------------ | ------------------ | ------------- |
| Sondeur                                           | Date             | Échantillon |                    |                    |                    |                    |                    |               |
| Ipsos                                             | 12 juin          | 1 022       | 14 - 22 2 - 4%     | 115 - 145 20 - 25% | 1 - 5 0 - 1%       | 24 - 30 4 - 5%     | 384 - 414 67 - 72% | 0 0 %         |
| 1er tour des élections législatives (9 juin 2002) |                  |             |                    |                    |                    |                    |                    |               |
| CSA                                               | 5 et 6 juin      | 1 004       | 16 - 26 3 - 5%     | 140 - 196 24 - 34% | 140 - 196 24 - 34% | 350 - 410 61 - 71% | 350 - 410 61 - 71% | 0 - 2 0 - 0 % |
| Ipsos                                             | 5 juin           | 1 014       | 174 - 216 30 - 37% | 174 - 216 30 - 37% | 174 - 216 30 - 37% | 339 - 381 59 - 66% | 339 - 381 59 - 66% | 0 - 4 0 - 1 % |
| Ipsos                                             | 31 mai au 3 juin | 1 869       | 158 - 196 27 - 34% | 158 - 196 27 - 34% | 158 - 196 27 - 34% | 359 - 397 62 - 69% | 359 - 397 62 - 69% | 0 - 4 0 - 1 % |